# Aquila gurneyi
Aquila gurneyi е вид птица от семейство Ястребови (Accipitridae). Видът е почти застрашен от изчезване.

## Разпространение
Видът е разпространен в Индонезия и Папуа Нова Гвинея.